# Орден Святого Олафа
Королівський Норвезький орден Святого Олафа (норв. Den Kongelige Norske St. Olavs Orden) — державна нагорода Королівства Норвегія. Започаткований 21 серпня 1847 року королем Швеції та Норвегії Оскаром I. Вручається за особливі заслуги військовим і цивільним чинам, підданим Норвегії, а також іноземним монаршим особам і главам держав.
Девіз ордену — «Ret og Sandhed» (Право та істина).

## Історія
21 серпня 1847 року король Швеції та Норвегії Оскар I започаткував для нагородження своїх норвезьких підданих орден Святого Олафа, присвячений покровителю Норвегії, королю Олафу Святому. Орден був доступним для усіх шарів населення королівства, хто відзначився особливими заслугами на військовому й цивільному поприщі. Кількість членів ордена (не враховуючи іноземців) обмежувалась 11 кавалерами Великого хреста, 22 командорами і 46 кавалерами. Вищий ступінь ордена, в основному, надавався монаршим особам і главам інших держав (у 1847–1882 роках було вручено 198 знаків Великого хреста, з них 122 — іноземцям). Загалом з 1847 до 1905 року було вручено 2980 орденських знаків усіх ступенів. Кавалери ордена Св. Олафа вважались у шведсько-норвезькій системі нагород рангом нижче кавалерів ордену Серафимів. Невдоволення у суспільстві подібним приниженням норвезького ордена спричиняло численні публікації у пресі та обговорення у парламентських кулуарах. Як вихід з положення королем Оскаром II було затверджено новий орден, Норвезького лева, рівний за рангом з орденом Серафимів, але подібний крок не знайшов розуміння у норвезькому суспільстві (очікувалось, що з орденом Серафимів буде зрівняний орден Святого Олафа), і новий орден не прижився.
Після того як у 1905 році Норвегія розірвала унію зі Швецією й набула державної самостійності, орден Святого Олафа став вищим норвезьким орденом.
Кількість кавалерів ордену не обмежена.
У 1985 році критерії отримання ордену стали жорсткішими. Зокрема, орден було вирішено не вручати іноземцям та норвежцям, які постійно проживають за межами Норвегії (з цією метою було започатковано орден Заслуг). Також останнім часом більше не відбувається нагороджень кавалерським ступенем.
У 2004 році відбулась спроба регламентації правил нагородження орденом вищих державних чиновників. Наприклад, прем'єр-міністр і міністр закордонних справ можуть бути нагороджені Великим хрестом не раніше року перебування на посаді, інші міністри — не раніше 4 років. У наступному кабінеті міністрів ці правила не знайшли схвалення.
Останню редакцію статуту ордена затверджено 1 липня 2004 року.
Король Норвегії є гросмейстером ордену. Принци і принцеси Норвезького Королівського Дому стають кавалерами Великого хреста після досягнення повноліття. Спадкоємець престолу стає кавалером Великого хреста з ланцюгом. Рада ордену складається з 6 членів, які призначаються на 6 років: канцлера, віце-канцлера, скарбничого і по одному представнику від Північної, Центральної та Південної Норвегії. Члени уряду не можуть бути членами Ради ордену. Справами ордену завідує орденська канцелярія (знаходиться у веденні начальника канцелярії та орденського секретаря).

## Ступені ордену
Офіційно орден Святого Олафа складається з трьох класів, два з яких поділяються на підкласи. Фактично у ордена п'ять класів:
- Кавалер Великого хреста (норв. Storkross)
- Командор, поділяється на два підкласи:
  - Командор із зіркою (норв. Kommandør med stjerne)
  - Командор (норв. Kommandør)
- Кавалер, поділяється на два підкласи:
  - Кавалер I класу (норв. Riddar av 1. klasse)
  - Кавалер (норв. Riddar)

Знаком особливої вищої відзнаки для кавалерів Великого хреста є орденський ланцюг, що вручається королем Норвегії на власний розсуд.

## Умови нагородження
Орден Святого Олафа служить нагородою за видатні заслуги перед Норвегією та людством.
Нині орден Святого Олафа може вручатись тільки підданим Норвезької корони. Винятком з цього правила є іноземні монарші особи і глави держав.
Подання до нагородження надсилаються до орденської канцелярії й після розгляду Радою ордену затверджуються королем. У особливих випадках король може нагороджувати на власний розсуд, без подань від Ради.
Під час отримання більш високого ступеня ордена або після смерті кавалера знаки ордена слід повертати до орденської канцелярії.

## Знаки ордена
Знак
Знак ордену є золотим Мальтійським хрестом білої емалі з золотими кульками на кінцях. Хрест увінчаний королівською короною. Між бічними сторонами хреста розміщені золоті вензелі Святого Олафа — готична літера «О», увінчана стародавньою короною. У центрі хреста — медальйон червоної емалі, оточений біло-синьо-білим поясом. З лицьового боку медальйону знаходиться зображення лева, повернутого ліворуч у короні та з сокирою у лапах. На зворотному боці медальйону розміщений девіз ордену золотими літерами: «RET//OG//SANDHED».
Знак ордена кавалерського ступеня срібний, решти ступенів — золотий.
Під час вручення відзнаки за військові заслуги до знаку ордена додаються два перехрещених меча, між хрестом і короною. Леза мечів вкриті синьою емаллю.
Зірка
Зірка кавалерів Великого хреста срібна восьмикінцева. У центрі зірки накладено орденський знак без корони.
Зірка командорів із зіркою є срібним мальтійським хрестом без емалі з кульками на кінцях, вензелями Святого Олафа у кутах. У центрі зірки золотий медальйон червоної емалі з золотим крокуючим коронованим левом із сокирою в лапах, оточеним синьо-білим поясом.
Ланцюг
Ланцюг ордену золотий з п'яти коронованих вензелів Святого Олафа білої емалі та п'яти коронованих щитів із зображенням норвезького гербу червоної емалі, що чергуються з десятьма «клеверними» хрестами без емалі, кожен з яких оточений двома срібними сокирами на золотих рукоятках. Елементи ланцюга поєднані золотими ланцюжками.
Стрічка
Стрічка ордену червона, з біло-синьо-білими смугами краями.
Орденські планки
- — кавалер Великого хреста
- — командор із зіркою
- — командор
- — кавалер I класу
- — кавалер

### Знаки ордену до 1905 року
На знаках ордену до 1905 року в кутах хреста замість вензеля Святого Олафа розміщувались вензелі шведського короля. Корона, яка вінчає хрест, також була шведською королівською. Ланцюг складався з почергових вензелів шведського короля, фігурних щитів з норвезьким гербом та медальйонів з орденським девізом.

## Галерея

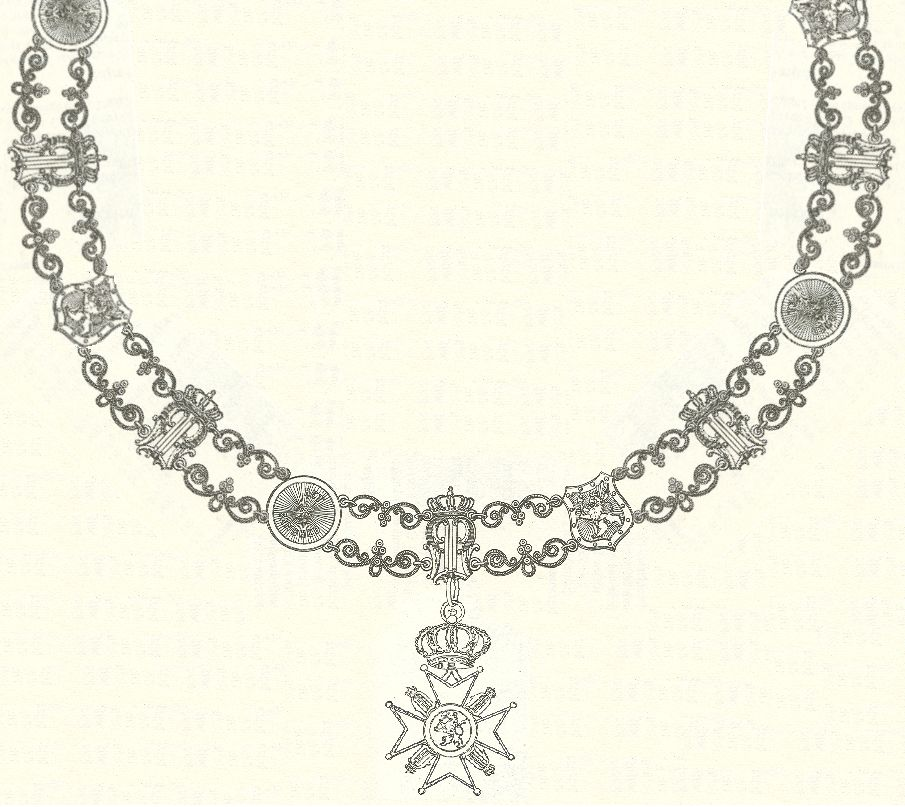
Ланцюг ордену Святого Олафа (до 1905)
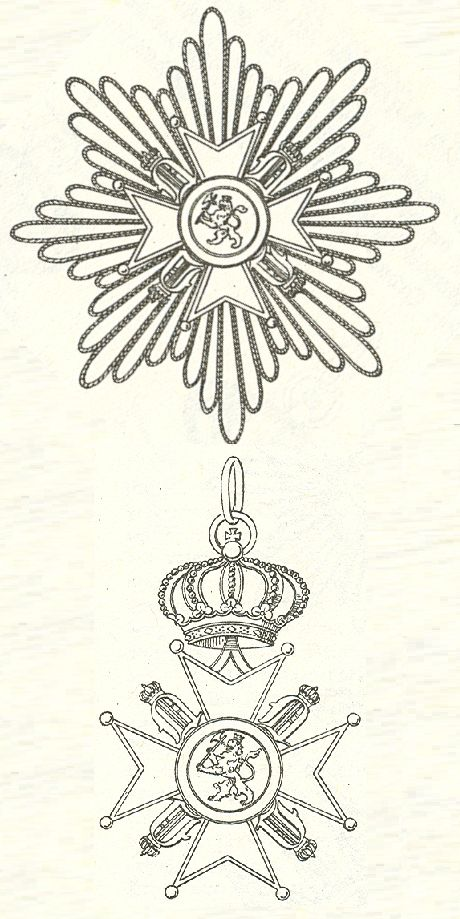
Зірка і знак Великого хреста (до 1905)
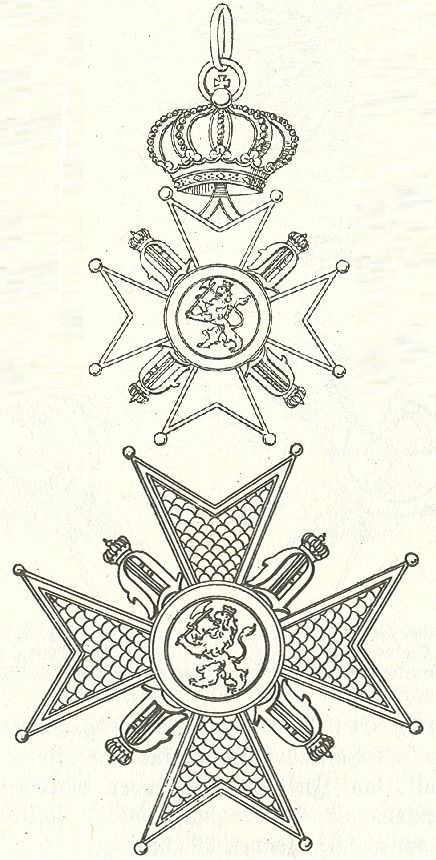
Зірка і знак командора з зіркою (до 1905)
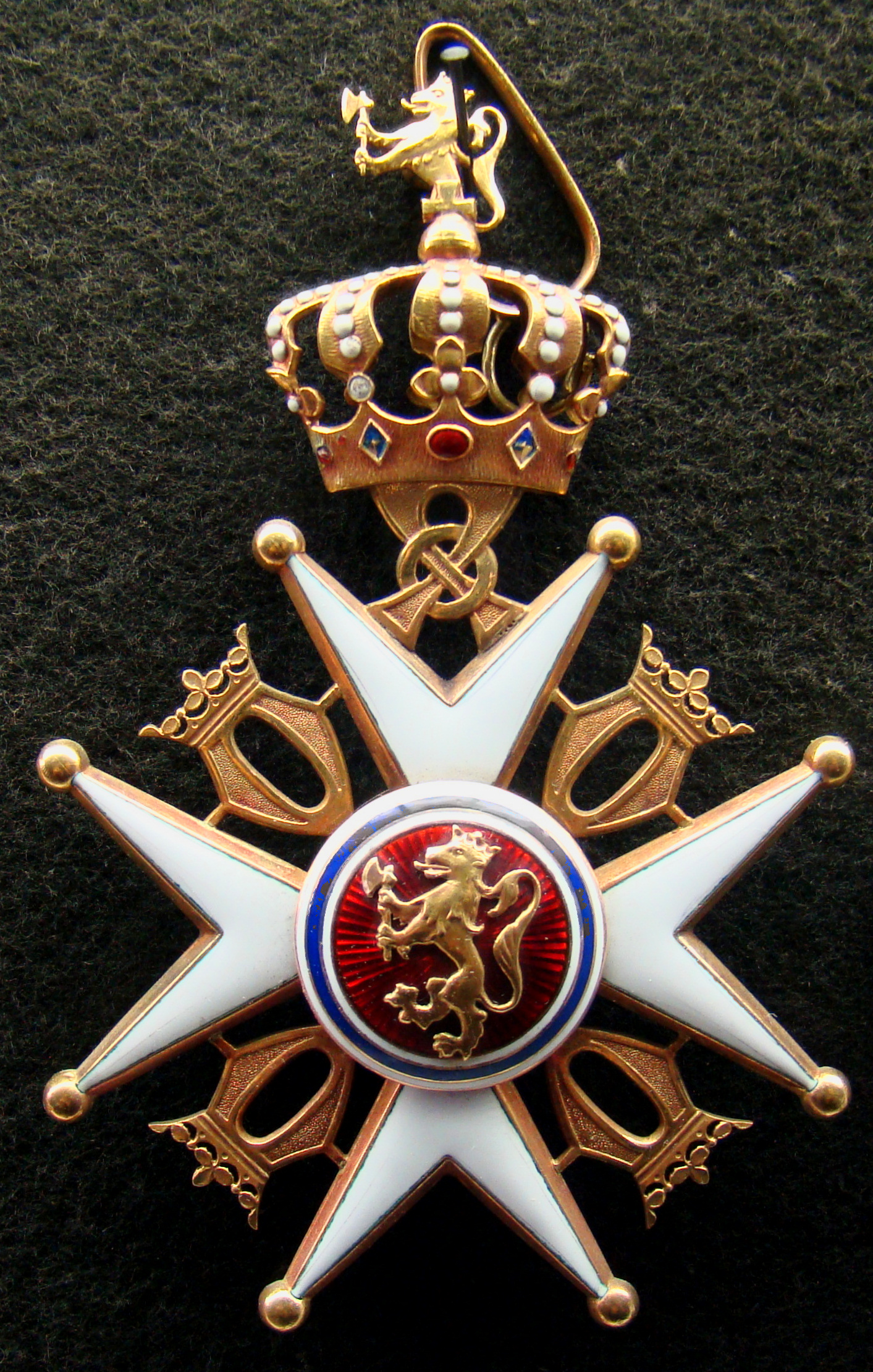
Хрест ордена
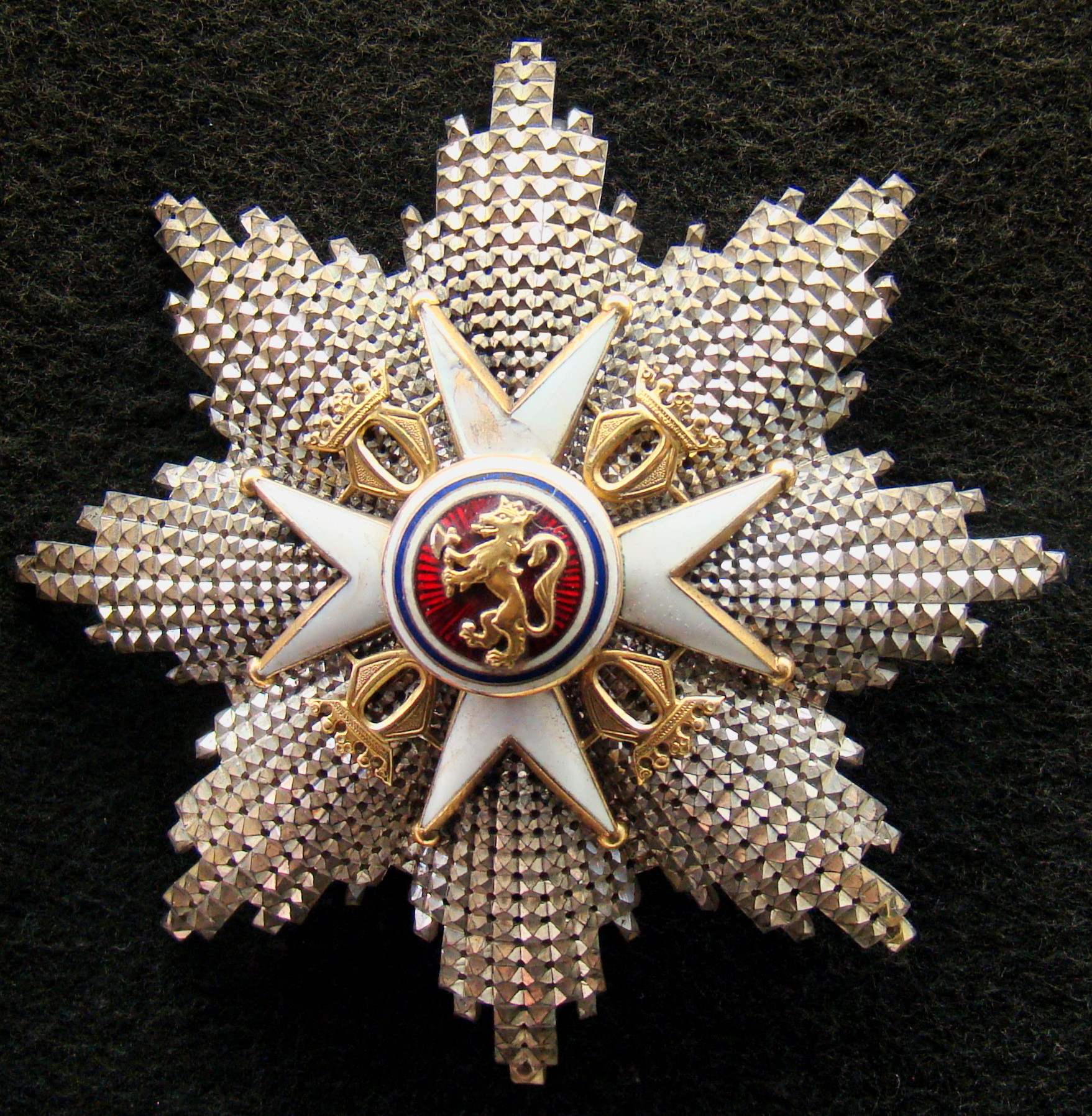
Зірка ордена

## Правила носіння
Кавалери та кавалери I класу носять знак ордену на стрічці на лівому боці грудей (дами — на стрічці у формі банту біля лівого плеча).
Командори носять знак ордена на шийній стрічці (дами — на стрічці у формі банта біля лівого плеча).
Командори з зіркою носять знак ордену на шийній стрічці (дами — на стрічці у формі банта біля лівого плеча) й зірку на лівому боці грудей.
Кавалери Великого хреста носять знак ордену на широкій стрічці через праве плече й зірку на лівому боці грудей. Особи духовного звання в одежах для богослужіння носять знак Великого хреста на такій самій широкій стрічці на шиї.
Кавалери Великого хреста з ланцюгом в урочистих випадках носять знак ордену на орденському ланцюгу й зірку на лівому боці грудей.
Носиться тільки старший ступінь ордену.
Для повсякденного носіння на цивільному одязі передбачені розетки зі стрічки ордену, а для носіння на мундирах — орденські планки.

## Кавалери

### Відомі кавалери
- Петро Столипін — кавалер Великого хреста[2]
- Олександра Коллонтай (у 1923–1925 та 1927–1930 роках повноважний представник СРСР у Норвегії, у 1930–1945 роках посол СРСР у Швеції) — кавалер Великого хреста[3]
- Маршал Радянського Союзу Кирило Мерецков — кавалер Великого хреста (1945)[4]
- Вінстон Черчилль — прем'єр-міністр Великої Британії
- Кристін Боневі — норвезька вчена-біолог, професор Королівського університету Фредеріка, популяризаторка науки та громадська діячка.
- Амалдус Нільсен (1838—1932) — норвезький художник.

Нині живі кавалери Великого хреста з ланцюгом
1. Гаральд V, король Норвегії — 1955 (з 1991 — Гросмейстер)
2. Соня, королева Норвегії — 1972
3. Гокон, спадковий принц Норвезький — 1991
4. Марта Луїза, принцеса Норвезька — 1989
5. Астрід, принцеса Норвезька — 1956
6. Альберт II, король Бельгії — 1964
7. Єлизавета II, королева Великої Британії — 1955
8. Філіп, герцог Единбурзький — 1952
9. Чарльз, принц Уельський — 1978
10. Костянтин II, король Греції — 1964 (Великий хрест — 1962)
11. Маргрете II, королева Данії — 1958
12. Хенрік (принц Данський) — 1968
13. Вігдіс Фіннбогадоттір, 4-й президент Ісландії — 1982
14. Хуан Карлос I, король Іспанії — 1982
15. Жан, великий герцог Люксембурзький — 1964
16. Беатрикс, королева Нідерландів — 1964
17. Антоніу Рамалью Іаніш, 16-й президент Португалії — 1978
18. Пхуміпон Адульядет, король Таїланду — 1960
19. Мауно Койвісто, 9-й президент Фінляндії — 1983
20. Карл XVI Густав, король Швеції — 1974
21. Акіхіто, імператор Японії — 2001 (Великий хрест — 1953)

### Статистика нагороджень
| Ступінь\рік        | 2005 | 2006 | 2007 | 2008 |
| ------------------ | ---- | ---- | ---- | ---- |
| Великий хрест      | 4    | 1    | 2    | 1    |
| Командор із зіркою | 6    | 2    | 0    | 2    |
| Командор           | 23   | 13   | 12   | 8    |
| Кавалер I класу    | 24   | 24   | 35   | 27   |
| Кавалер            | 0    | 0    | 0    | 0    |
| Разом              | 57   | 40   | 49   | 38   |